# Landstände des Hochstifts Bamberg
Die Landstände des Hochstifts Bamberg waren die landständische Vertretung von Ritterschaft, Kirche und Städten im weltlichen Herrschaftsgebiet des Hochstifts Bamberg.

## Geschichte

### Entstehung
Nach dem Ende des Bamberger Immunitätenstreits (1435–1440/43) wurde im Jahr 1440 ein Vertrag zwischen Bischof, Domkapitel sowie Vertretern der Prälaten und der Ritterschaft geschlossen, der die Verpfändung hochstiftischen Besitzes nur noch nach Genehmigung durch eine paritätische Versammlung von Domkapitel, Prälaten und Ritterschaft möglich sein sollte. Zu solch einer Versammlung kam es nie. Nachdem sich das Domkapitel im Winter 1461/62 im Bayerischen Krieg weigerte, den Friedensvertrags mit Kulmbach-Bayreuth zu ratifizieren, berief Bischof Georg I. von Schaumberg (regierte 1459–1475) erstmals die Stände nach Bamberg ein. Dieser erste Landtag des Hochstifts bestätigte die Politik des Bischofs.

### Das Ausscheiden der Ritterschaft seit 1560
Nach der Reformation war ein großer Teil der Ritterschaft protestantisch geworden und so dem Bistum entfremdet. Darüber hinaus suchte die Ritterschaft rechtliche Unabhängigkeit vom Hochstift bis hin zur Reichsunmittelbarkeit. 1560 nahm die Ritterschaft letztmals an einem Landtag teil. Auch wenn die Ausschreibungen weiterhin an alle Kurien gerichtet waren, war die Ritterschaft faktisch ausgeschieden. Damit verloren die Landstände während des 16. Jahrhunderts zunehmend an Bedeutung.
Die Ritterschaft stellte aber weiterhin die meisten Mitglieder des Domkapitel. Über dessen Teilnahme an den Landtagen konnte die Ritterschaft ihre Ziele im Hochstift vertreten.

### Die Gründung der Obereinnahme 1588
Mit dem praktischen Ausscheiden der Ritterschaft waren die Städte und Märkte auf den Landtagen die wesentliche Gegenmacht zu Bischof und Kapitel. Auf dem Landtag von 1588 wurde beschlossen, dass die Steuererhebung (die der Zustimmung der Stände bedurfte) durch die neu eingerichtete Obereinnahme und die darunter angesiedelten Steuerämter durchgeführt werden sollte. Die bestehende Hofkammer und die Kastenämter waren für die Einnahmen zuständig, die keiner Zustimmung der Stände bedurften. Die eingenommenen Mittel wurden primär für die Finanzierung des Bambergischen Militärs genutzt. Die Ausgaben der Obereinnahme wurden durch sechs Obereinnehmer überwacht. Dies waren ursprünglich jeweils zwei Vertreter des Bischofs, zwei Vertreter des Domkapitels sowie zwei Vertreter der Stände. Zur Rechnungsprüfung der Obereinnahme wurde ein Engerer Ausschuss gebildet, dem Vertreter der drei Hauptstädte, später auch von Vilseck (Lkr. Amberg-Sulzbach) und Lichtenfels, angehörten. Dieser nahm später Aufgaben der Stände war. Er bewilligte der Hofkammer erstmals 1605 eine größere Summe. Damit war eine weitere Einberufung der Stände nicht mehr notwendig. Sie traten im Jahr 1654 letztmals zusammen.

## Arbeitsweise
Die Landstände bestanden aus den drei Kurien der Prälaten, der Ritterschaft und der Städte. Wurden sie vom Landesherren zu einem Landtag zusammengerufen, berieten sie über die fürstlichen Propositionen und die Gravamina der Stände. Das Ergebnis wurde in einem Landtagsabschied veröffentlicht. Die Kurien traten getrennt zusammen, um zu beraten. Bei Bedarf stimmten die Kurien in Verhandlungsausschüssen ihre Beratungsergebnisse ab. Auch das Domkapitel war auf dem Landtag mit mehreren Kapitularen vertreten.

## Mitglieder

### Prälaten
In der Kurie der Prälaten waren die Äbte folgender Klöster Landtagsmitglieder: Kloster Michelsberg, Kloster Langheim, Kloster Banz, Kloster Theres. Die Klöster St. Theodor in Bamberg, Schlüsselau und das Augustiner-Chorherrenstift Neunkirchen am Brand waren ursprünglich ebenfalls landtagsfähig, wurden aber nach dem Zweiten Markgrafenkrieg aufgehoben.

### Ritterschaft
Etwa 60 Adelsfamilien waren landstandsfähig: Absberg zu Hallerndorf, Altenstein, Aufseß, Bibra,  Egloffstein, Giech, Groß genannt Christanz, Groß genannt Pfersfelder, Groß von Trockau, Guttenberg, Heßberg, Hetzelsdorff, Königsfeld, Künsberg, Laufenholz, Lichtenstein, Lisberg, Marschalck (von Ebnet, Kunstadt und Ostheim), Ochs von Gunzendorf, Truchseß von Pommersfelden, Plankenfels, Rabenstein, Redwitz, Rotenhan, Rüsenbach, Schaumberg, Schöffstall, Schott von Schottenstein, Schütz auf Marloffstein, Seckendorff, Stiebar, Streitberg, Thüngfeld (Tunfeld), Waldenfels, Wiesenthau, Wildenstein, Würtzburg und Zeyern.

### Die Landschaft
Folgende Städte und Märkte waren landtagsfähig: Baunach, Bamberg, Burgebrach, Burgkunstadt, Döringstadt, Ebermannstadt, Eggolsheim, Enchenreuth, Forchheim, Hallstadt, Herzogenaurach, Höchstadt an der Aisch, Hollfeld, Kupferberg, Kronach, Lichtenfels, Ludwigschorgast, Marktschorgast, Neuhaus an der Pegnitz, Neunkirchen am Brand, Nordhalben, Oberscheinfeld, Pottenstein, Scheßlitz, Stadtsteinach, Teuschnitz, Vilseck, Wachenroth, Waischenfeld, Weismain und Zeil am Main.